# Phyllophaga pachuca
Phyllophaga pachuca är en skalbaggsart som beskrevs av Saylor 1943. Phyllophaga pachuca ingår i släktet Phyllophaga och familjen Melolonthidae. Inga underarter finns listade i Catalogue of Life.